# Mel Ferrer
Melchior „Mel“ Gaston Ferrer (Elberon, Monmouth megye, New Jersey, 1917. augusztus 25. – Santa Barbara, 2008. június 2.) amerikai színész.

## Magánélete
Ferrer ötször nősült:

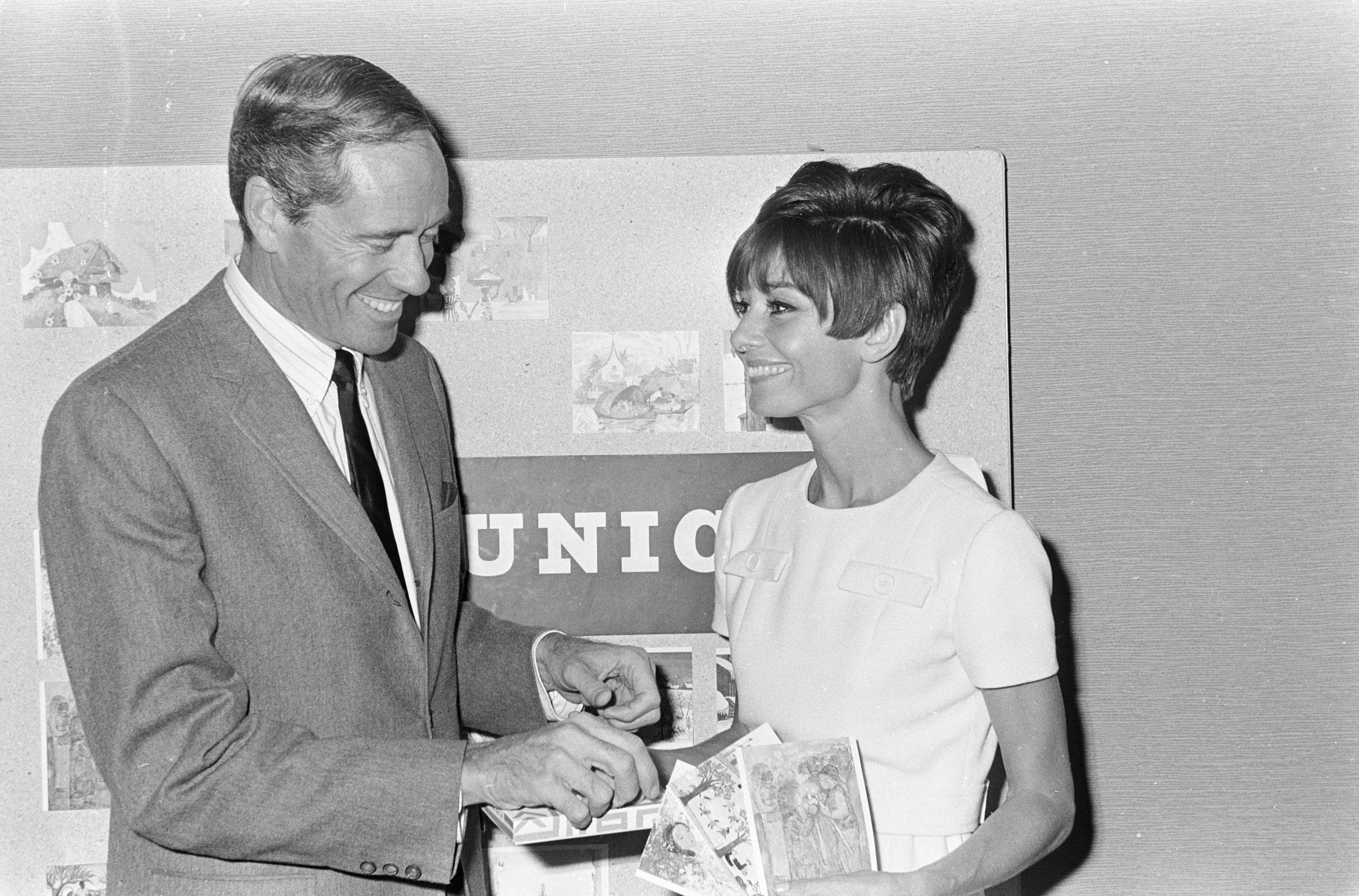
Ferrer és Hepburn

- Frances Gunby Pilchard, színésznő (1937 – 1939)
- Barbara C. Tripp. (1940-től)
- Frances Ferrer (szül. Pilchard), (1944-től), gyermekei: 
  - Pepa Philippa Ferrer (* 1941)
  - Mark Young Ferrer ( 1944)[8]
- Audrey Hepburn, színésznő (1954 – 1968), gyermeke:
  - Sean Hepburn Ferrer (* 1960)
- Elizabeth Soukhotine, (1971 – 2008)

## Filmográfia

### Színész
- 1947: A menekülő (The Fugitive)
- 1949: Lost Boundaries
- 1952: Rancho Notorious
- 1952: Scaramouche
- 1953: Knights of the Round Table
- 1953: Lili
- 1954: Proibito
- 1956: Háború és béke (War and Peace)
- 1956: Elena és a férfiak (Elena et les Hommes)
- 1957: The Sun Also Rises
- 1958: Fräulein (Fraulein)
- 1960: És meghalni a gyönyörtől (Et mourir de plaisir)
- 1960: Orlac kezei (The Hands of Orlac)
- 1961: Legge di guerra
- 1962: A leghosszabb nap (The Longest Day)
- 1964: A Római Birodalom bukása (The Fall of the Roman Empire)
- 1964: Majd most kiderül (Sex and the Single Girl)
- 1966: El Greco
- 1972: Columbo
- 1974: L'anticristo
- 1975: Brannigan
- 1975: Das Netz
- 1975: La polizia accusa:Il servizio segreto uccide
- 1976: Il corsaro nero
- 1977: L'avvocato della mala
- 1977: La ragazza dal pigiama giallo
- 1977: Eaten Alive
- 1978: Zwischengleis
- 1979: Az Angyal visszatér (Return of the Saint)
- 1979: Il fiume del grande caimano
- 1980: Elevenen felfalva (Mangiati vivi!)
- 1980: Incubo sulla città contaminata
- 1981–1984: Falcon Crest (tévésorozat)
- 1981: Lili Marleen
- 1982: Mille millards de dollars
- 1995: Catherine the Great (kétrészes TV-film)

### Rendező
- 1950: The Secret Fury
- 1959: Zöld paloták (Green Mansions)

### Producer
- 1967: Várj, míg sötét lesz (Wait until dark)